# Simcenter Amesim
 (mars 2014).
Si vous disposez d'ouvrages ou d'articles de référence ou si vous connaissez des sites web de qualité traitant du thème abordé ici, merci de compléter l'article en donnant les références utiles à sa vérifiabilité et en les liant à la section « Notes et références ».
Simcenter Amesim (anciennement LMS Imagine.Lab Amesim) est un logiciel de simulation pour la modélisation et l'analyse de systèmes 1D multi-domaines. Le logiciel offre une suite de simulation 1D pour modéliser et analyser les systèmes intelligents multi-domaines et prédire leur performance multi-disciplinaire. Les composants du modèle sont décrits en utilisant des modèles analytiques validés qui représentent le comportement réel hydraulique, pneumatique, électrique ou mécanique, du système.
Pour créer un modèle de simulation d'un système, un ensemble de bibliothèques validées peut être utilisé, contenant des composants prédéfinis pour différents domaines physiques. L'utilisateur peut composer un modèle d'un système basé sur la physique, à condition qu'il puisse être décrit de façon appropriée dans une représentation en  géométrie unidimensionnelle. Les sous-modèles d'un système doivent être reliés entre eux - pour ce faire, chaque sous-modèle est doté de ports, qui peuvent avoir plusieurs entrées et sorties. La causalité est forcée en reliant les entrées d'un sous-modèle à la sortie d'un autre sous-modèle (et vice-versa). Cette approche donne la possibilité de simuler le comportement de systèmes intelligents avant que la géométrie CAO détaillée ne soit disponible.
Simcenter Amesim fonctionne sur la majorité des plateformes de type Unix (dont Linux) et sous Windows.
Simcenter Amesim 2304 a été publié en avril 2023.

## Entreprise
Le logiciel Simcenter Amesim a été développé par la société Imagine. La société Imagine a été rachetée en juin 2007 par la société LMS International.
Imagine avait été créée 20 ans auparavant en 1987 par Pierre Guérin et Michel Lebrun pour la conception et le contrôle de systèmes dynamiques complexes (initialement, la plateforme pétrolière Ekofisk en mer du Nord), en couplant des servo-actionneurs hydrauliques avec des structures mécaniques en éléments finis.
LMS est un fournisseur de logiciels et de services en ingénierie pour les entreprises automobiles, aéronautiques et autres entreprises des industries mécaniques avancées. 
LMS International propose une combinaison de logiciels de simulation 1D et 3D, de systèmes d’essais et de services d’ingénierie axés sur des attributs tels que la dynamique des systèmes, l’intégrité des structures, la qualité sonore, la durabilité, la sécurité ou encore la consommation d’énergie.
Le siège de LMS est à Louvain, Belgique. LMS est une spin-off de la KU Leuven en 1980.

## Utilisation
Par son utilisation, Simcenter Amesim ressemble beaucoup à Simscape de The MathWorks[réf. nécessaire].
Simcenter Amesim est un logiciel multi-domaines : il permet de relier entre eux des systèmes des différents domaines physiques (hydraulique, pneumatique, mécanique, électrique…).
La modélisation d'un système se fait en quatre étapes :
- mode sketch : pendant lequel on assemble les différents composants ;
- mode sous-modèle : pendant lequel on choisit le sous-modèle physique associé à chaque composants ;
- mode paramètre : pendant lequel on choisit les paramètres pour les différents sous-modèles ;
- mode simulation : pendant lequel on fait tourner la simulation.

Entre le passage du mode sous-modèle au mode paramètre, le sous modèle est compilé. Il est par conséquent nécessaire de disposer d'un compilateur. Sous la plateforme Windows, Simcenter Amesim fonctionne avec le compilateur libre gcc (qui est fourni avec Simcenter Amesim), mais également avec le compilateur de Microsoft Visual C++.
Depuis la version 4.3.0, Simcenter Amesim utilise le compilateur Intel sur toutes les plateformes.

## Plateforme Simcenter Amesim
Simcenter Amesim offre diverses fonctionnalités :
- Fonctionnalités Plateforme
  - Interface utilisateur graphique, aide interactive, supercomposants, variables post-traitées, expériences, métadonnées, Statechart Designer.

- Outils d'Analyse
  - Graphes et tracés, tableau de bord, Animation, Replay, éditeur de tables, analyse linéaire (valeurs propres, déformées modales, fonctions de transfert, lieu des racines), index d'activité.

- Optimisation, Robustesse, DOE
  - Plan d'expériences (étude paramétique, full factorial, central composite), optimisation (NLPQL, algorithme génétique), Monte-Carlo (tir aléatoire, Latin Hypercube, Optimized Latin Hypercube, avec distribution uniforme ou gaussienne).

- Scripting du simulateur
  - Fonctions de scripting pour piloter les simulations (depuis Microsoft Excel grâce aux sous-routines Visual Basic fournies, depuis Matlab, Scilab, Python), Circuit API (pour construire ses propres applications basées sur Simcenter Amesim en C et en Python), Script File Generator (fichier de circuit API file automatiquement généré à partir du modèle existant).

- Customisation de Simcenter Amesim
  - Outils personnalisés de pré et post-traitements customisés en Python, Script Caller Assistant, Editor of Parameter Group, App Designer.

- Solveurs et Numérique
  - LSODA, DASSL, DASKR, solveurs à pas fixe, partitionnement discret, traitement parallèle, cosimulations Simcenter Amesim–Simcenter Amesim.

- MIL/SIL/HIL et Temps-Réel
  - Modélisation plant/control (interface Simulink, interface Labview), divers cibles Système temps réel (xPC, dSPACE, Opal-RT, LabVIEW, Etas…).

- Interfaces Logiciels
  - Cosimulation générique (à utiliser pour cosimuler avec n'importe quel logiciel couplé avec Simcenter Amesim), interface pour la maquette fonctionnelle (export, import).

- 1D/3D CAE
  - CAD2AME (outil intégré pour la lecture, le traitement, l'extraction de paramètres d'objets CAD et la génération automatique de sketch), Cosimulation logicielle CFD (STAR-CCM+, Fluent, CFX, STAR-CD, Éole…), import FEM de la base modale réduite avec nœuds frontières prédéfinis, cosimulation logicielle MBS et import/export  (LMS Virtual.Lab Motion or MSC.Adams).

- Plateforme Modelica
  - Support du langage de modélisation Modelica, et support des subsets de la Modelica Standard Library (MSL) avec des outils dédiés : éditeur de texte modelica, assistant d'import modelica, compilateur modelica, assemblage graphique modelica.

- Développement
  - L'utilisateur peut développer ses propres sous-modèles en assemblant différents sous-modèles standards (supercomposants) ou en programmant ses propres sous-modèles en C ou en Fortran avec AMESet. Le  code source C de la plupart des sous-modèles standards est fourni, ce qui permet aux utilisateurs de repartir de cette base pour répondre à leurs besoins.

## Bibliothèques physiques
Simcenter Amesim est fourni avec deux bibliothèques par défaut : mécanique et signal. Les autres bibliothèques (environ 30) doivent être achetées séparément.
Pour créer un modèle de simulation système dans Simcenter Amesim, un grand nombre de bibliothèques peuvent être utilisées avec des composants prédéfinis à partir des différents domaines physiques. Le vaste ensemble de bibliothèques disponibles supprime le besoin de rédiger du code[réf. nécessaire] et il permet aux équipes de développement de mettre au point des modèles de systèmes complexes qui couvrent plusieurs domaines physiques simultanément. En ce sens, ces bibliothèques accélèrent la création de modèles et permettent de libérer du temps pour optimiser la conception. LMS affirme également que les éléments des bibliothèques sont tous entièrement validés, ce qui contribue à l'exactitude et à la fiabilité des résultats de la simulation.
Simcenter Amesim propose des bibliothèques pour :
- Contrôle-commande :
  - Bibliothèques : signal et contrôle, générateur de signaux moteur.
  - Composants : blocs continus, lecture de tables, fonctions, composants logiques, hystérésis, signal discret, routage, bus, commandes cycliques…
- Électrique :
  - Bibliothèques : base électrique, électromécaniques, moteurs électriques et pilotages, conversion statique électrique, électrochimie, électricité automobile.
  - Composants : résistance, inductance, condensateur, transformateur, batterie, alternateur, machines synchrones, machines à induction, machines à courant continu, générateurs, Park direct, Park inverse, redresseurs, onduleurs, hacheurs, gradateurs, fils, fusibles, relais, ventilateurs, souffleurs, lampes et ampoules, systèmes de lève-vitres, bobines magnétiques, entrefers, fuites magnétiques, actionneurs piézoélectriques…
- Mécanique :
  - Bibliothèques : mécanique 1-D (linéaire et rotatif), mécanique plane, mécanique 3-D, cames  et suiveurs, import Éléments Finis (FEM), groupe motopropulseur, dynamique du véhicule.
  - Composants : masses, ressorts, amortisseurs, culbuteurs, suivers, pignon et crémaillère, système vis-écrou, vis sans fin, leviers, engrenages, roulements, joints, accouplements, embrayages, caisses, pneus…
- Fluides :
  - Bibliothèques : hydraulique, conception des composants hydrauliques, résistances hydrauliques, remplissage, pneumatique, conception de composants pneumatiques, mélange de gaz, air humide.
  - Composants : réservoirs, volumes, orifices, pertes de charge, coudes, expansions, contractions, jonction en T, roulements, poppets, spools, pistons, vérins, membranes, fuites, joints… conduites hydrauliques et pneumatiques avec effets d'ondes et coups de bélier, tuyaux flexibles, vitesse du son, chocs… base de données de propriétés de fluides et de gaz…
- Thermodynamique :
  - Bibliothèques : thermique, thermo-hydraulique, conception des composants thermo-hydraulique, thermo-pneumatique, flux diphasique, climatisation, système de refroidissement, échangeur de chaleur.
  - Composants : capacités thermiques, conduction, convection, rayonnement, échangeurs, radiateurs, condenseurs, pompes, thermostats, compresseurs.
- Moteur à combustion interne :
  - Bibliothèques : IFP conduite, IFP moteur, IFP échappement, CFD-1D, IFP C3D.
  - Composants : moteurs, boîtes de vitesses, vilebrequin, arbre à cames, cylindre, combustion, échanges de chaleur aux parois, gestion du remplissage de l'air, soupapes, compresseurs, turbocompresseurs, conduites, injecteurs, post-traitement, catalyseurs…

## Suite logicielle Simcenter Amesim
La suite logicielle Simcenter Amesim-Suite est constituée de différentes applications :
- Simcenter Amesim :
  - Produit principal pour la modélisation et la simulation de systèmes dynamiques ;
  - Adaptatibilité, réutilisation, évolutivité, solveurs inégalés, fonctionnalités avancées.
- Component customization :
  - Personnalisation de modèles et protection de la propriété intellectuelle ;
  - Adaptation et personnalisation de l'apparence des modèles, création et publication de catalogues prêts à l'emploi, facilite l'échange de modèles ainsi que leur chiffrement.
- Simcenter Amesim Run :
  - Simulation de modèles déjà existants ;
  - Version run-only, adaptée pour les non-experts pour partager les modèles validés, solveurs standards et fonctionnalités avancées d'Amesim.
- Submodel editor :
  - Développement de nouveaux composants ;
  - Capitalisation de savoir-faire, plateforme ouverte, outil de développement intégré pour créer de nouveaux sous-modèles.

## Industrie
Simcenter Amesim est utilisé par la plupart des constructeurs et fournisseurs dans l'industrie automobile, aéronautique et mécanique à travers le monde. La liste de référence inclut des entreprises comme General Motors, Toyota, Renault, PSA Peugeot Citroën, Bosch, Siemens, Delphi, Airbus, Embraer, Dassault Aviation, Goodrich, Safran, Caterpillar, Komatsu, Cognizant et CNH Global[réf. nécessaire].

## Éducation et recherche
Simcenter Amesim est utilisé dans le monde entier par de nombreuses écoles d'ingénieurs et universités.
C'est aussi une plateforme logicielle de référence pour de nombreux projets de recherche scientifique en Europe.[réf. nécessaire]

## Historique des releases
| Nom/Version   | Numéro de Build | Date           |
| ------------- | --------------- | -------------- |
| AMESim        | ??              | 1995           |
| AMESim 1.0    | v100            | 1996           |
| AMESim 1.5    | v150            | 1997           |
| AMESim 2.0    | v200            | 1998           |
| AMESim 2.5    | v250            | Avril 1999     |
| AMESim 3.0    | v300            | Juin 2000      |
| AMESim 3.5    | v350            | Mai 2001       |
| AMESim 4.0    | v400            | Mars 2002      |
| AMESim 4.1    | v410            | Avril 2003     |
| AMESim 4.2    | v420            | Septembre 2004 |
| AMESim 4.3    | v430            | Octobre 2005   |
| AMESim Rev 7A | v700            | Avril 2007     |
| AMESim Rev 7B | v710            | Décembre 2007  |
| AMESim Rev 8A | v800            | Juin 2008      |
| AMESim Rev 8B | v810            | Décembre 2008  |
| AMESim Rev 9  | v900            | Novembre 2009  |
| AMESim Rev 10 | v1000           | Novembre 2010  |
| AMESim Rev 11 | v1100           | Novembre 2011  |
| AMESim Rev 12 | v1200           | Mars 2013      |
| AMESim Rev 13 | v1300           | Décembre 2013  |
| LMS Amesim 14 | v1400           | Février 2015   |
| LMS Amesim 15 | v1501           | Juillet 2016   |